# Rio Lambari (vattendrag i Brasilien, Minas Gerais, lat -21,78, long -45,22)
Rio Lambari är ett vattendrag i Brasilien.   Det ligger i delstaten Minas Gerais, i den sydöstra delen av landet, 700 km söder om huvudstaden Brasília.
Omgivningarna runt Rio Lambari är huvudsakligen savann. Runt Rio Lambari är det ganska tätbefolkat, med 67 invånare per kvadratkilometer.